# SV Nierfeld
Der SV Nierfeld (offiziell: Sportverein Nierfeld 1929 e.V.) ist ein Sportverein aus dem Schleidener Stadtteil Nierfeld im Kreis Euskirchen. Die erste Fußballmannschaft spielte zwei Jahre in der höchsten mittelrheinischen Amateurliga. Neben Fußball bietet der Verein Leichtathletik, Gesundheitssport und Turnen an.

## Geschichte
Der Verein wurde im Jahre 1929 gegründet und spielte jahrzehntelang lediglich auf Kreisebene. Im Jahre 2003 stiegen die Nierfelder in die Bezirksliga auf. Nach einem dritten Platz in der Saison 2005/06 in der Staffel 2 gelang ein Jahr später in Staffel 3 als Meister der Aufstieg in die Landesliga Mittelrhein. Auch hier konnte sich der Verein schnell etablieren und wurde im Jahre 2010 Dritter. Ein Jahr später gelang als Vizemeister hinter dem TSV Hertha Walheim der Aufstieg in die Mittelrheinliga. 
Da mit der zweiten Mannschaft von Alemannia Aachen eine mittelrheinische Mannschaft aus der NRW-Liga abstieg, und sich kein Mittelrheinligist für die Regionalliga bewarb, reichte der fünftletzte Platz des SV Nierfeld nicht für den Klassenerhalt. Mit 15 Punkten Vorsprung auf den SV Eilendorf gelang der direkte Wiederaufstieg. Allerdings mussten die Nierfelder erneut nach nur einem Jahr absteigen, da die Mannschaft nur Vorletzter wurde. 2019 stiegen die Nierfelder in die Bezirksliga ab und mussten 2025 den Gang in die Kreisliga A antreten.